# 零陵区
零陵区（れいりょうく）は中華人民共和国湖南省永州市に位置する市轄区。

## 行政区画
- 街道：朝陽街道、南津渡街道、七里店街道、徐家井街道、接履橋街道、石山脚街道
- 鎮：水口山鎮、珠山鎮、黄田鋪鎮、富家橋鎮、菱角塘鎮、郵亭圩鎮、石岩頭鎮
- 郷：大慶坪郷、梳子鋪郷、凼底郷